# Lobhörner
Lobhörner – szczyt w Alpach Berneńskich, części Alp Zachodnich. Leży w Szwajcarii, w Berner Oberland, w kantonie Berno. Najpopularniejsza droga wejściowa na Lobhörner prowadzi z miejscowości Isenfluh w dolinie Lauterbrunnental przez schronisko Suls-Lobhorn-Hütte położone na wysokości 1955 m n.p.m. Lobhörner różni się wyglądem od większości szczytów Alp Berneńskich i bardziej przypomina szczyty Dolomitów.
Pierwszego wejścia dokonali Heinrich Dübi, Eduard Müller, Max Müller i Markus von Steiger w 1876 r.